# 特纳耶
特纳耶（法語：Thenailles，法語發音：[tənaj]）是法国上法蘭西大區埃纳省的一个市镇，属于韦尔万区。

## 地理
特纳耶（49°49'12"N, 3°56'20"E）面积16.43 平方千米，位于法国上法蘭西大區埃纳省，该省份为法国北部内陆省份，北起北部省，西接索姆省和瓦兹省，东临阿登省和马恩省，西南至塞纳-马恩省，东北部与比利时接壤。
与特纳耶接壤的市镇（或旧市镇、城区）包括：蒂耶拉什地区布赖、阿尔西尼、阿里、朗杜济拉库尔、韦尔万。

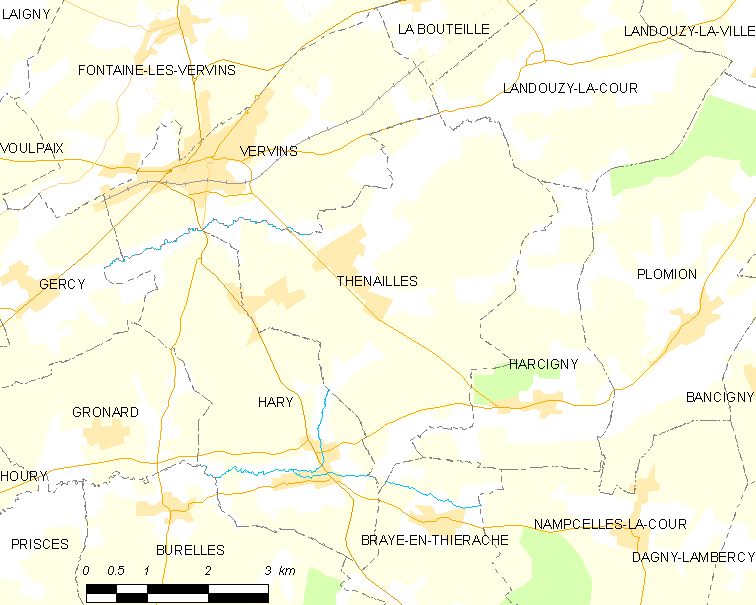
特纳耶的OSM定位图

特纳耶的时区为UTC+01:00、UTC+02:00（夏令时）。

## 行政
特纳耶的邮政编码为02140，INSEE市镇编码为02740。

## 政治
特纳耶所属的省级选区为韦尔万县。

## 人口

1962-2008年间特纳耶人口变化图示

特纳耶于2022年1月1日时的人口数量为221人。